# Best Way
Best Way – ukraińskie studio programistyczne zajmujące się produkcją gier komputerowych z gatunku RTS. Został w nim stworzony silnik Gem, umożliwiający destrukcję otoczenia na mapie.

## Wyprodukowane gry
- Soldiers: Ludzie honoru (2004)
- Outfront: Na tyłach wroga (2005)
- Faces of War: Oblicza wojny (2006)
- Men of War (2009)